# Płoszczyna
Płoszczyna (Duits: Flachenseiffen) is een dorp in de Poolse woiwodschap Neder-Silezië.

## Bestuurlijke indeling
Vanaf 1975 tot aan de grote bestuurlijke herindeling van Polen in 1998 viel het dorp bestuurlijk onder woiwodschap Jelenia Góra, vanaf 1998
valt het onder woiwodschap Neder-Silezië, in het district Jelenia Góra. Het maakt deel uit van de gemeente Jeżów Sudecki.

## Geschiedenis
Na de Tweede Wereldoorlog werd het gebied onder Pools bestuur geplaatst en omgedoopt tot Biały Potok, vervolgens etnisch gezuiverd volgens de naoorlogse Conferentie van Potsdam. De Duitse bevolking werd verdreven en vervangen door Polen. In 1947 kreeg het zijn huidige naam.

## Naamsgeschiedenis
- 1305 - Seiffen, Flachensiphen, Flachenseiffen
- 1726 – Flachen Seiffen
- 1765 - Flachenseiffen
- 1945 – Biały Potok[3]
- 1947 - Płoszczyna